# 5504-es mellékút (Magyarország)
Az 5504-es mellékút egy bő 11 kilométeres hosszúságú, négy számjegyű mellékút Bács-Kiskun vármegye déli részén; lényegében az 55-ös főút tataházai szakaszától vezet Bácsbokod keleti határáig, bár a főút nyomvonalától egyetlen sarokkal délebbre kezdődik, attól mintegy 150 méter választja el.

## Nyomvonala
Tataháza központjának keleti részén lép ki az 5503-as útból, alig 150 méterrel azután, hogy az kiágazik az 55-ös főútból dél-délkelet felé, Nyugat-délnyugati irányban (tehát az 55-össel nagyjából párhuzamosan) indul, Kossuth Lajos utca néven, és így halad mintegy 900 méteren át, majd eléri a belterület nyugati szélét, ahol délebbnek fordul. Még bő 200 méteren keresztül halad a község házai között, majd külterületre ér, és hamarosan teljesen el is hagyja Tataházát.
1,9 kilométer után Mátételke határai között folytatódik, méghozzá szinte azonnal belterületen, a József Attila utca nevet felvéve. A község házai között nyugatnak fordul, és a lakott terület északi részén halad el, közben beletorkollik észak felől, 2,3 kilométer megtételét követően az 55-ös főút irányából idáig vezető 55 101-es számú mellékút. A harmadik kilométere után Mátételke házai közül is kilép, és ott újra visszatér a délnyugati irányhoz.
A nyolcadik kilométerét elhagyva szeli ár Bácsbokod határát, ami után újból nyugatabbi irányba tér. Még a település keleti szélének elérése előtt, attól jó 800 méterre véget is ér, 
beletorkollva az 5501-es útba, annak a 49+100-as kilométerszelvényénél.
Teljes hossza, az országos közutak térképes nyilvántartását szolgáló kira.gov.hu adatbázisa szerint 6,237 kilométer.

## Települések az út mentén
- Tataháza
- Mátételke
- (Bácsbokod)